# Hüttenwustung
Hüttenwustung ist ein Gemeindeteil des Marktes Mitwitz im Landkreis Kronach (Oberfranken, Bayern).

## Geographie
Die Einöde liegt in unmittelbarer Nähe zur thüringischen Grenze. Es entspringt dort ein namenloser rechter Zufluss der Föritz. Ein Anliegerweg führt zur Dickenwustung (1,2 km südöstlich).

## Geschichte
Gegen Ende des 18. Jahrhunderts bestand Hüttenwustung aus einem Anwesen. Das Hochgericht übte das Halsgericht Mitwitz aus. Die Herrschaft Mitwitz war Grundherr des Einödgehöftes.
Mit dem Gemeindeedikt wurde Hüttenwustung dem 1808 gebildeten Steuerdistrikt Neundorf und der 1818 gebildeten Ruralgemeinde Schwärzdorf zugewiesen. Am 1. Juli 1971 wurde Hüttenwustung mit Schwärzdorf im Zuge der Gebietsreform in Bayern nach Neundorf eingemeindet, das seinerseits am 1. Januar 1974 nach Mitwitz eingegliedert wurde.

### Einwohnerentwicklung
| Jahr      | 001818 | 001861 | 001871 | 001885 | 001900 | 001925 | 001950 | 001961 | 001970 | 001987 |
| Einwohner |        | 6      | 6      | 8      | 5      | 8      | 4      | 2      | 2      | 2      |
| Häuser    | 1      |        |        | 1      | 1      | 1      | 1      | 1      |        | 1      |
| Quelle    | [ 5 ]  | [ 7 ]  | [ 8 ]  | [ 9 ]  | [ 10 ] | [ 11 ] | [ 12 ] | [ 13 ] | [ 14 ] | [ 1 ]  |

## Religion
Der Ort ist seit der Reformation evangelisch-lutherisch geprägt und nach St. Jakobus (Mitwitz) gepfarrt.